# バデーニ言語令

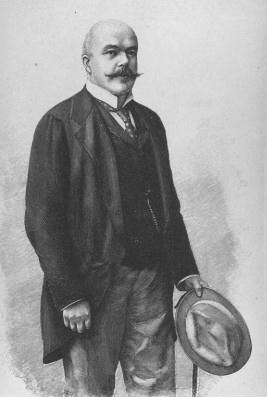
カジミール・バデーニ。当時のオーストリア首相で改正言語令を発令。

バデーニ言語令（バデーニげんごれい、独:Badenische Sprachenverordnung）とは、1897年4月15日、オーストリア＝ハンガリー帝国でバデーニ首相によって発せられた、ベーメン地域の公用語に関する政令（省令）である。

## 概要

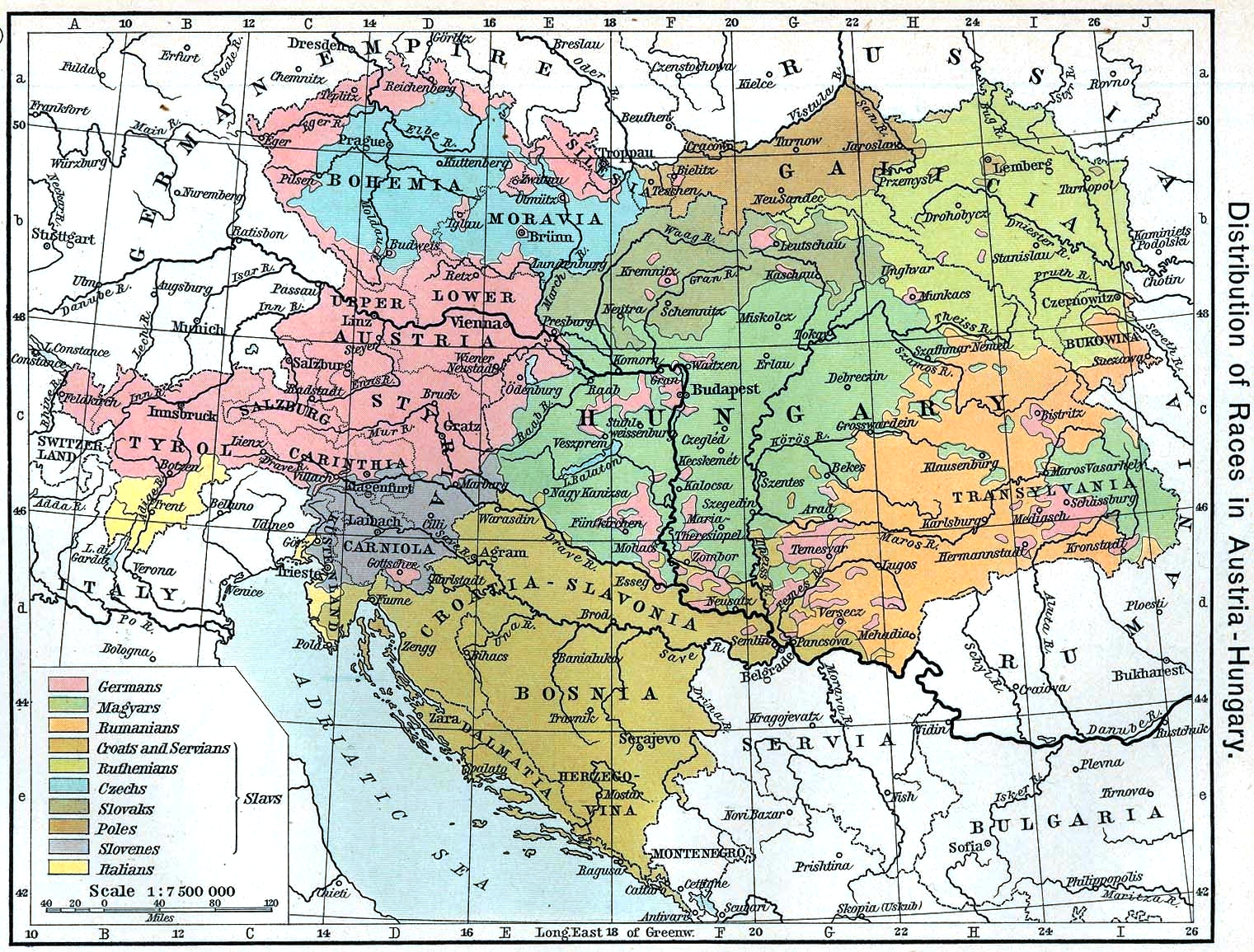
二重帝国の民族分布（1911年）

19世紀末のオーストリア＝ハンガリー二重帝国はきわめて多くの民族集団から構成される国家であり、二重帝国のオーストリア帝冠領側（ツィスライタニエン）において、ドイツ人のほか主要なものだけでもチェコ人・ポーランド人・ウクライナ人・イタリア人・スロベニア人が居住し、かつ混住の進行により複雑な民族モザイク的状況になっていた。このような状況下で政治・社会問題化していたのは言語・教育などの文化的領域の問題であった。1868年以降3次にわたって国内のスラヴ系諸民族に自国語の使用を公的に承認した「言語令」が発せられたが、第3次のバデーニ言語令はチェコ人居住地域におけるチェコ語の公的使用を大きく拡げるものであり、ドイツ系住民の反発を呼び起こして国政を大混乱に陥れた。

## 沿革

### 1868年の言語令
1867年のアウスグライヒでマジャル人（ハンガリー人）に広範な自治権が認められると、オーストリア内のスラヴ系民族の不満が高まり、同年、ポーランド人がマジャル人なみの独立的地位を要求すると、ウィーンのオーストリア政府は翌1868年、ポーランド人が多く居住するガリツィアにおける公用語をポーランド語に限定する言語令を発し彼らと妥協した。

### ターフェ言語令

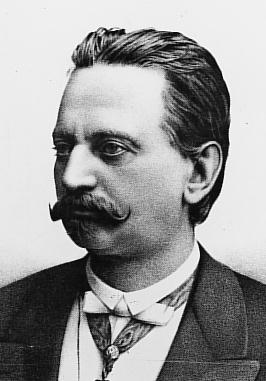
E・ターフェ首相 / 「ターフェ言語令」を発令。

次いで問題となったのはチェコ人居住地域の公用語であった。1880年、ターフェ首相（在任：1879年〜1893年）の下で出された内務省・司法省の省令（ターフェ言語令）では、両省のベーメン（チェコ）での出先機関に対し、国の機関で使用される言語を機関内で使われる言語（内務語）と窓口で住民との対応で使われる言語（外務語）に区別し、ベーメンに関しては外務語に限りドイツ語とチェコ語を対等に扱うよう指示したものであった。この言語令は行政上の効率向上と民族運動との妥協の双方を満足させるために出されたものであったが、チェコ人がさらに内務語においてもドイツ語と対等の地位を要求するようになった一方で、ドイツ語以外の言語を習得しないドイツ系住民は、自分たちの公職・教職への任用制限につながりかねない言語令に危機感を抱くようになり、1886年から1890年にかけてベーメンの領邦議会でドイツ系リベラル派の議員が議会をポイコットする「受動的抵抗」を展開し、1888年には帝国議会で116名に及ぶドイツ系議員が言語令反対の法案を提出してチェコ人・ポーランド人と衝突した。

### バデーニの改正言語令
ターフェ政権の退陣（1893年）後、1895年に首相に就任したバデーニ（在任：〜1897年）は、最初の普通選挙による帝国議会選挙（1897年）で第1党となったチェコ青年党の協力を得るため、彼らの主張を受け入れ、先述のターフェ言語令を修正した新しい言語令を同年4月15日に発令した。新しい言語令はベーメンに限ってチェコ語への内務語への進出を認め、具体的には司法・内務両省に加え財務・商務・農務の各省に対し、案件処理のためにベーメン内の出先機関内で文書で連絡する際は、当事者の言語（ドイツ語かチェコ語）を使用することを義務づけるものであった。結果としてベーメンの関係官庁の職員は両言語に通じることを強いられることとなり、言語令と同時に官吏の言語資格に関する省令（1901年6月以降、当該官庁職員に両言語の能力証明を求める）も発令された。このことは、官吏志望者にチェコ語の習得を義務づけることでチェコ系の住民の公務員への就職機会を増やす一方で、ドイツ系住民の就職機会を狭めることを意味した。

### 政治混乱と収拾

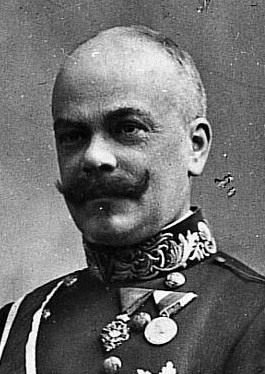
E・ケルバー首相 / バデーニ言語令による混乱を収拾。

この言語令に対し、オーストリア帝国内のドイツ系住民は激しく抵抗し、各地で「テュートン人の憤激」と呼ばれる運動が展開された。帝国議会で少数であったドイツ系議員は議事妨害を繰り返し、ドイツ系住民が多く住む地域ではこの議事妨害を支持・支援する集会やデモがあいついで開催された。議場の混乱を収拾するためバデーニ首相は警官隊を導入して重要法案を成立させようとしたが、ドイツ系住民の街頭行動は激化し、ついに皇帝フランツ・ヨーゼフ1世は治安維持を理由に11月、バデーニを罷免した。1899年、クラリー内閣により改正言語令が撤回されそれ以前のターフェ言語令が復活すると、今度はチェコ系住民が激しく反発し、やはりチェコ系の帝国議会議員が議事をボイコットしたため議会は再び機能停止に陥った。これ以後、内閣は議会に責任を持たない官僚によって担われ、立法は皇帝の非常大権によってなされる事態となった。
その後、1900年に首相に就任したケルバーは、ドイツ系・チェコ系両方の政治家を仲介して新しい公用語案についての協議を開始したため、ようやく混乱は収拾された。